# AHAW

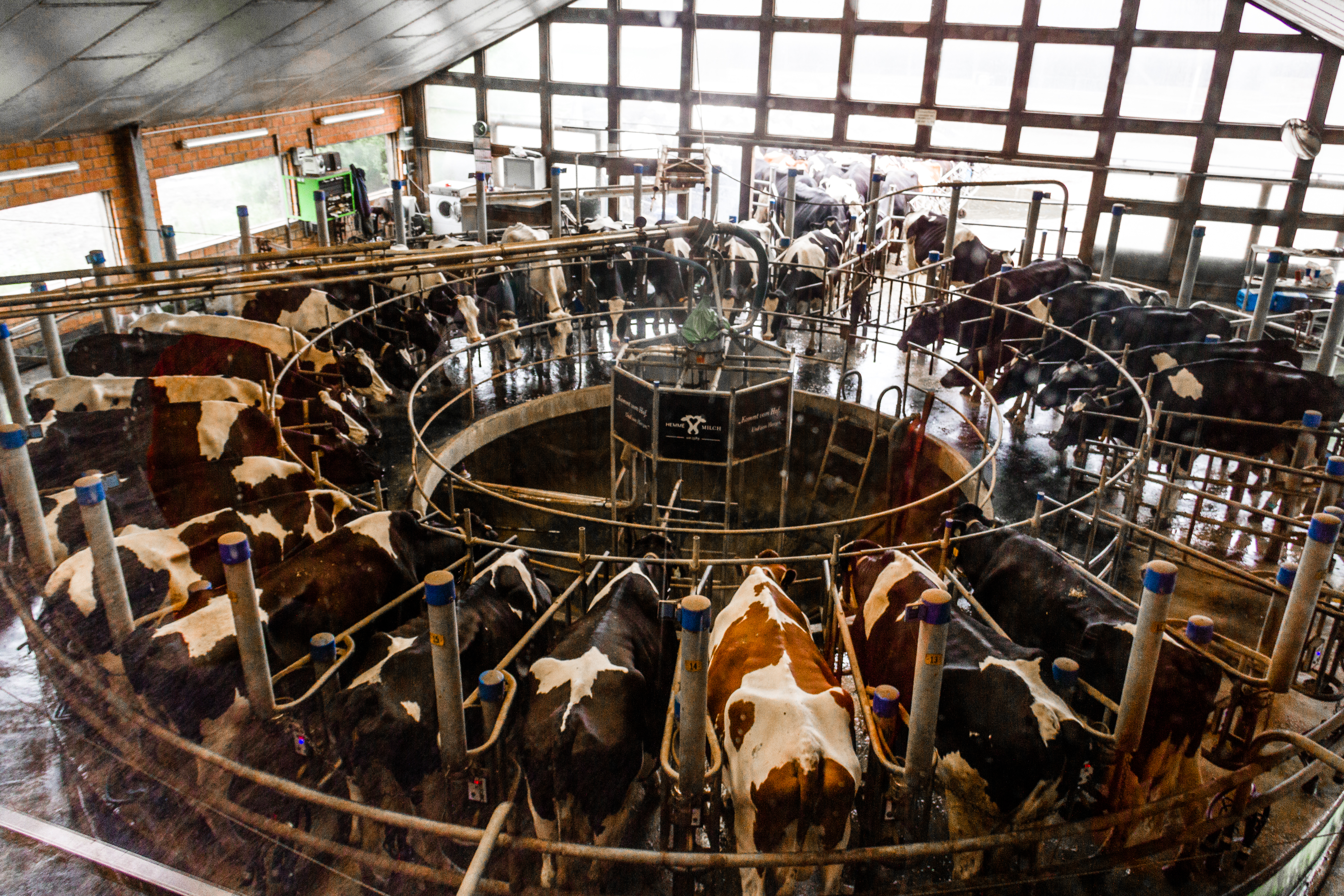
L'AHAW développe par exemple des indicateurs mesurables du bien-être des animaux.

L'AHAW (Animal Health And Welfare) est le groupe scientifique sur la santé animale et le bien-être des animaux mis en place dans l'Union européenne par l'Autorité européenne de sécurité des aliments. Il réunit des experts scientifique et vétérinaires et émet des avis indépendants sur « tous les aspects liés aux maladies et au bien-être des animaux » , avis et rapports scientifiques notamment destinés aux décideurs et gestionnaires des risques . Le bien-être animal est une partie importante des missions de l'AESA, qui relaye en Europe les efforts et préoccupations de l'Organisation mondiale de la santé animale, en particulier concernant les pratiques permettant de limiter le stress subi par les animaux d'élevage afin qu'ils soient en meilleure santé, produisent des aliments de meilleure qualité et présentent moins de risque de transfert de maladies zoonotiques vers l'Homme.
Ce groupe répond généralement à une demande d’avis scientifique émanant de gestionnaires des risques et relayés par la Commission européenne ou émanant parfois du Parlement européen ou d'États-membres peuvent, mais l'AHAW peut aussi s'auto-saisir d'un sujet lui semblant important et relevant de son domaine de compétence.

## Missions
Il répond sous forme d'« avis scientifique » (« Scientific opinion » aux questions de l’AESA relatives à tous les aspects de la santé animale (« élément clé du mandat de l'EFSA (...) en raison des liens étroits qui existent entre le bien-être des animaux, la santé des animaux et les maladies d’origine alimentaires ») et du bien-être des animaux, essentiellement lié aux animaux producteurs d'aliments, directement (viande) ou indirectement (lait, œufs..), y compris les poissons pour ce qui concerne la pisciculture et moules ou huîtres d'élevage. 
Le groupe se base sur les méthodes d'évaluation du risque en examinant « les données et les informations scientifiques existantes afin d’estimer les risques qui pourraient découler d’un danger donné. Ceci permet de fournir un fondement scientifique solide pour la législation et les politiques européennes et d’aider les gestionnaires de risques à prendre des décisions justes et opportunes ».
Il a par exemple eu à travailler sur des thèmes tels que : les maladies zoonotiques dont grippes animales et notamment la grippe aviaire, mais aussi la fièvre catarrhale, l'encéphalopathie spongiforme bovine (ESB), les enjeux de santé des abeilles, du clonage animal ou liés aux Zoonoses d’origine alimentaire ou non-alimentaire ou liés aux questions de stress générateur de maladies en piscicultures et conchyliculture. D'autres sujets sont la fièvre Q, les encéphalopathies spongiformes transmissibles (EST), les maladies vectorielles, le comportement social des volailles dans les élevages industriels, la castration des mâles, chez le porc notamment, ou encore les risques liés à différentes méthodes de décontamination des carcasses ou à leur mauvaise mise en œuvre.

## Champ de compétence
Il traite notamment des questions et conditions de vaccination, de bien-être des animaux en condition d'élevage ou durant leur transport,,, de traite et de soins vétérinaires (dont face aux maladies émergentes, zoonotiques notamment et dans une perspective de sécurité sanitaire et écoépidémiologique, notamment dans le cadre de l'application de la directive 98/58/CE du Conseil définissant des normes minimales relatives à la protection des animaux dans les élevages). 
Il travaille aussi sur les questions de mise à mort, et en particulier sur les critères d'évaluation des méthodes d’étourdissement destinées à limiter la souffrance animale.
À titre d'exemple lors de sa 90e session plénière, le groupe a travaillé sur le Réseau scientifique sur l'évaluation des risques en matière de santé animale et du bien-être et à la préparation/discussion de trois documents : 
- un avis scientifique sur la peste porcine africaine (PPA) (adopté à l'unanimité : EFSA-Q-2014-00897)
- un rapport sur la vaccination orale des renards contre la rage (adopté à l'unanimité : EFSA-Q-2014-00864)
- un avis scientifique sur la leucose bovine enzootique due au virus "Bovine leukemia virus" (adopté à l'unanimité : EFSA-Q-2013-00546)

Il a étudié une demande de mise à jour d'un avis scientifique de 2011 portant sur l'utilisation de déchets d'écloseries comme sous-produits animaux commercialisables ou réutilisables (EFSA-Q-2014-00902), à la suite de préoccupations concernant des risques potentiels identifiés pour la santé animale.
Il a aussi travaillé à la formulation de mises à jour scientifiques relatives à quatre nouveaux avis scientifiques sur :
- l'échinococcose à Echinococcus multilocularis chez l'animal (EFSA-Q-2014-00728) ;
- les voies d'entrée de maladies vectorielles animales sur le territoire européen (EFSA-Q-2014-00187) ;
- le risque de survie, d'installation et de propagation en Europe (à partir de l'Italie et via le commerce ou des échanges d' abeilles ou d'essaims probablement) d'un petit coléoptère de la famille des Nitidulidae qui parasite des colonies d'abeilles (Aethina tumida) et contre lequel l'abeille africaine présente des comportements innés de défense mais non l'abeille européenne (EFSA-Q-2014-00938) ;
- la santé des colonies d'abeilles (EFSA-Q-2015-00047)

## Processus (de la question à l'avis final)
De manière générale, quand l’AESA reçoit une demande d'avis, après en avoir examiné le contenu, elle en délibère avec la Commission, elle voit si la question demande à être clarifiée et évalue sa propre capacité à y répondre dans les délais demandés. Sur ces bases l’AESA et la Commission donnent ou non mandat à l'AHAW (ou à un autre groupe ou par son comité scientifique) de préparer, dans un délai imparti (fixé de commun accord ou par la législation, selon les cas) une réponse scientifiquement argumentée. Les informations qui concernent chaque demande faite à l'AFSA[Quoi ?] (dont les documents appuyant cette demande et son statut) sont archivées et disponibles dans une base données (Registre des demandes).

## Gouvernance
Le groupe se réunit régulièrement en session plénière (la  90e de ces sessions s'est tenue le 23-24 juin 2015 à Parme)
Ce groupe peut se faire aider par l'unité « Santé des animaux et des plantes » de l'AESA.
Afin d'éviter les conflits d'intérêts, et en conformité avec la réglementation européenne et avec la politique de l'AESA sur l'indépendance et scientifique des processus décisionnels les membres du groupe doivent faire une déclaration d'intérêt, annuellement et oralement pour chaque réunion concernant les sujets qui y seront abordés. 
Le groupe peut constituer des groupes de travail thématiques et y associer des experts externes et selon l'Autorité européenne de sécurité des aliments (EFSA) « chaque avis scientifique résulte d’un processus décisionnel collectif, chaque membre du groupe scientifique disposant du même pouvoir de décision ».